# Dero multibranchiata
Dero multibranchiata är en ringmaskart som beskrevs av Stieren 1892. Dero multibranchiata ingår i släktet Dero och familjen glattmaskar. Inga underarter finns listade i Catalogue of Life.